# Mühle (Neustadt an der Rems)
Die Mühle ist ein aufgegangener Ort im Stadtteil Neustadt an der Rems der Stadt Waiblingen im baden-württembergischen Rems-Murr-Kreis.

## Lage
Der aufgegangene Ort lag an der Rems, einem rechten Zufluss des Neckars. Die Mühle befand sich auf der Gemarkung von Neustadt, laut der Beschreibung des Oberamts Waiblingen von 1850 einige hundert Schritte unterhalb des Bades. Heute ist die Mühle ein Wohnplatz von Neustadt.

## Geschichte
Die Mühle wurde 1634 erstmals erwähnt, als sie abbrannte. 1682 wurde sie wieder aufgebaut. Die Beschreibung des Oberamts Waiblingen führt 1850 auf, dass die Mühle von 2 Familien bewohnt wird. 1891 wurde die Mühle in eine Pappdeckelfabrik umgewandelt. Später ist der Ort in der Gemeinde Neustadt aufgegangen, die am 1. Januar 1975 im Rahmen der Gemeindereform in die Stadt Waiblingen eingegliedert wurde.